# Aleksey Andreyevich Tupolev
Aleksey Andreyevich Tupolev (tiếng Nga: Алексей Андреевич Туполев, 20 tháng 5 năm 1925-ngày 12 tháng 5 năm 2001) là một nhà thiết kế máy bay của Liên Xô chỉ huy sự phát triển của máy bay phản lực chở khách đầu tiên siêu âm, Tupolev Tu-144. Ông cũng đã giúp thiết kế tàu con thoi Buran và Tu-2000, đã bị đình chỉ vì thiếu vốn.
Tupolev là con trai của máy bay tiên phong nổi tiếng của Liên Xô, Andrei Tupolev. Ông tốt nghiệp Học viện Hàng không Moskva năm 1949 và bắt đầu làm việc với cha mình tại Cục thiết kế Tupolev. Ông trở thành nhà thiết kế vào năm 1963 và thiết kế chung vào năm 1973.
Danh sách (một phần) của hãng hàng không đã nghỉ hưu hoặc hoạt động thiết kế hoặc được thực hiện bởi nhà thiết kế hàng không / kỹ sư Andrei Tupolev; bao gồm. cả hai máy bay quân sự và dân sự, máy bay và máy bay khác: Tupolev Tu-104, Tupolev Tu-16, Tupolev Tu-114, Tupolev Tu-116, Tupolev Tu-126, Tupolev Tu-134, Tupolev 124, Tupolev Tu-95.